# Center za usposabljanje kopenske vojske (Vojska Srbije)
Center za usposabljanje kopenske vojske  je vojaško-šolska ustanova, ki deluje v okviru Poveljstva za usposabljanje Oboroženih sil Srbije.

## Zgodovina
Center je bil ustanovljen 1. decembra 2006 z reorganizacijo 565. centra za usposabljanje kopenske vojske.

## Sestava
- Poveljstvo
- Poveljniška četa
- Učni bataljon
- Podčastniški center za usposabljanje kopenske vojske